# Veyrins-Thuellin
Veyrins-Thuellin är en kommun i departementet Isère i regionen Auvergne-Rhône-Alpes i sydöstra Frankrike. Kommunen ligger i kantonen Morestel som tillhör arrondissementet La Tour-du-Pin. År 2018 hade Veyrins-Thuellin 2 129 invånare.

## Befolkningsutveckling
Antalet invånare i kommunen Veyrins-Thuellin
Referens:INSEE